# Tschaika Pestschanokopskoje
Der Futbolny klub «Tschaika» Pestschanokopskoje (russisch Футбольный клуб «Чайка») ist ein russischer Fußballverein aus Pestschanokopskoje in der Oblast Rostow. „Tschaika“ ist das russische Wort für Möwe.

## Geschichte
Der Verein wurde 1997 von Andrej Tschaika, der in seiner Jugend Fußballspieler beim PFK ZSKA Moskau war, in seinem Heimatort Pestschanokopskoje, 170 Kilometer südlich von Rostow am Don, gegründet.
Für die Saison 2016/17 erhielt der Verein erstmals eine Profilizenz für das Perwenstwo PFL, die dritte russische Liga. Im russischen Fußballpokal schaffte es der Verein 2018 ins Sechzehntelfinale, wo er mit Anschi Machatschkala erstmals auf einen Verein aus der Premjer-Liga traf.
In der Saison 2018/19 gelang dem Verein als Meister der Südstaffel des Perwenstwo PFL der Aufstieg in das Perwenstwo FNL, die zweite russische Liga. Wegen der geringen Kapazität des Zentralstadions in Pestschanokopskoje mit etwa zweitausend Zuschauern trug Tschaika seine Heimspiele in der Saison 2019/20 in der Rostow-Arena aus. In der Saison 2020/21 belegte der Verein den 12. Platz, wurde aber wegen Spielmanipulationen in der Saison 2018/19 zum Zwangsabstieg in die dritte Liga verurteilt.

## Erfolge
- Staffelmeister in der dritten russischen Liga: 2019
- Vizemeister in der dritten russischen Liga: 2024